# 梁柏濤
梁柏濤（英語：Pato Leung Pak-To），筆名「披圖氏」，是香港著名的音樂經理人、資深傳媒人、《騎師日報》的創辦人兼馬評家（香港賽馬會「正本」系賽駒的馬主）。他畢業於東院道官立小學和英皇書院（1959年入讀中一），1968年畢業於官立文商專科學校。

## 曾合作著名藝人
梁柏濤在60年代已是香港及亞洲著名的經理人、音樂會搞手，經常主辦國際巨星演唱會，曾合作過的歌手巨星如雲，多不勝數。

### 外國
- Bee Gees
- 罗德·斯图尔特
- Boney M
- Tony Williams
- 派特斯
- Osmonds
- Lobo
- Jose Feliciano
- Tremeloes
- Middle of The Road
- Shocking Blue
- The New Seekers
- 奧莉維亞·紐頓-約翰

### 香港
- 溫拿樂隊：成員包括譚詠麟、鍾鎮濤、彭健新、葉智強、陳友
- 陳美齡
- 陳秋霞
- 李貝妮（Pollyanna Lee） [4]
- 陳百祥
- 蔡一傑
- 李龍基

### 日本
- 西城秀樹
- 安全地帶
- 近藤真彥
- 少年隊
- 布施明

## 出版書籍
| 書名                            | 出版社                        | 作者/作家 | 推出日期 | ISBN               |  |
| 令你震驚的健康真相              | 經濟日報出版社                | 梁柏濤    | 2003/01  | ISBN 9626781602    |  |
| 令你震驚的健康真相(I)           | 好時代出版有限公司            | 梁柏濤    | 2004/02  | ISBN 9889762021    |  |
| 令你震驚的健康真相(II)          | 好時代出版有限公司            | 梁柏濤    | 2005/09  | ISBN 9889762013    |  |
| 令你震驚的健康真相I、II(簡體版) | 廣東省出版集團,廣東經濟出版社 | 梁柏濤    | 2007/11  | ISBN 9787807286104 |  |

## 名下馬匹
梁柏濤、梁智焙父子是香港賽馬會會員，他亦有在香港養馬，名下賽駒多數以「正本」起名，包括「正本仁心」、「正本大師」、「仁心仁術」、「海南花梨」、「健康真知」和「正本雄心」、「正本開心」、「盛唐文心」、「正本歡心」、「正本芳心」、「正本無敵」。

## 外部連結
- 正本會 （页面存档备份，存于）
- 正本堂 （页面存档备份，存于）
- 轉載自Youtube許冠傑Sam Hui,溫拿Wynners, 梁柏濤Pato昔日大合照 （页面存档备份，存于）
- 2006年3月4日 (香港文匯報) 梁玳寧文章 - 翠袖乾坤：平安馬拉松
- 2006年9月20日 (香港蘋果日報) <副刊> 好醫事：龍向榮敏感家庭吸塵機孖住飛
- 2008年3月10日 (香港明報) 溫拿請當年的經理人梁柏濤上台，笑談對方當年抽佣事  （页面存档备份，存于）
- 2008年9月12日 (香港商業電台) ＜有誰共嗚＞主持人何利利訪問梁柏濤 第一節 - 帶國際巨星走上香港舞台. （页面存档备份，存于）
- 2008年9月12日 (香港商業電台) ＜有誰共嗚＞主持人何利利訪問梁柏濤  第二節 - 經理人、馬評家、醫師, 一段人生 多重經歷. （页面存档备份，存于）
- 2009年 (香港新報) 秦瓊文章:中藥補馬 正本求勝[永久]
- 2010年5月10日 (香港新浪) 溫拿及好友為善最樂“演藝界情系玉樹關愛行動”大滙演昨晚[永久]